# Gueologorazvedka
Gueologorazvedka (en rus: Геологоразведка) és un poble (possiólok) del krai de Perm, a Rússia, que pertany al districte rural de Solikamski. El 2010 tenia 212 habitants.